# ドイツ改革党
ドイツ改革党(ドイツ語: Deutsche Reformpartei,DRP) は、1880年から1910年代にかけてドイツ帝国で活動した極右政党。反ユダヤ主義をベースにしていた。

## ドイツ改革協会 1879-1891
1879年、 ザクセン出身の反ユダヤ主義者アレクサンダー・ピンカート(Alexander Pinkert)が、ドイツの再生とユダヤ人の駆逐を目的としてドイツ改革協会(de:Deutscher Reformverein (Antisemitismus))を創立し、1891年まで活動を続けた。

## 反ユダヤ人民党
1890年に、ドイツ改革党員だったオットー・ベッケル（Otto Böckel）とオスヴァルト・ジンマーマン（Oswald Zimmermann）が「Antisemitische Volkspartei (AVP、反ユダヤ人民党、反ユダヤ国民党)」として再結成した。エアフルトを拠点とした。ヴィルヘルム・ピッケンバッハ(Wilhelm Pickenbach)による Deutscher Antisemitenbund（ドイツ反ユダヤブント)も反ユダヤ人民党の一部を構成した。党の目的は「ユダヤ人の解放」にあるとした。
1890年ドイツ連邦選挙で反ユダヤ人民党はドイツ帝国議会における4議席を獲得した。
1892年、ドイツ保守党(Deutschkonservative Partei)がティヴォリ綱領で反自由主義・反社会主義・反ユダヤ主義を掲げた。
1893年の選挙ではドイツ改革党の選挙協力もあり、反ユダヤ人民党の議席は11議席となった。こうしてドイツ帝国帝国議会選挙でゾンネンベルク(Max Liebermann von Sonnenberg)のドイツ社会党(Deutschsoziale Partei,DSRP)などと合計して反ユダヤ諸党の議席数が5席から16席となった。ドイツ社会党らは院内会派としてドイツ改革党(Deutsche Reformpartei)を結成し、代表にジンマーマン(Oswald Zimmermann)が就任した。背景には農業関税の引き下げにあるとされる。
1893年5月、ドイツユダヤ人最大組織のユダヤ教徒ドイツ国民中央連盟（Central-Verein deutscher Staatsbürger jüdischen Glaubens)が結成。

## ドイツ社会改革党 (DSRP)
1894年、ドイツ改革党(DRP)は、ドイツ社会党と合併し、ドイツ社会改革党（Deutschsoziale Reformpartei,DSRP)となった。ドイツ社会改革党は最大の反ユダヤ主義政党となり、「ユダヤ人問題は20世紀最大の問題となるであろう、そしてそれはユダヤ人の完全な分離と、最終的にはその絶滅によって解決される」と党の方針に明記した。
合併はZimmermannが主導し、Böckelとの対立も生んだ。Böckelは1903年に議席を失い、引退した。

## ドイツ改革党 1900-1910
1900年にZimmermannがドイツ改革党(DRP)の名称を再利用し始め、1910年まで帝国議会での議席を維持した。同党はドイツ革命でドイツ帝国が崩壊するまで維持した。